# Baeocera hypomeralis
Baeocera hypomeralis – gatunek chrząszcza z rodziny kusakowatych, podrodziny łodzikowatych i plemienia Scaphisomatini.
Gatunek ten opisany został w 2012 roku przez Ivana Löbla.
Chrząszcz o ciele długości od 1,4 do 1,7 mm. Ubarwiony ciemnorudobrązowo z jasnorudobrązowymi dwoma pierwszymi członami czułków i stopami, żółtawymi pozostałymi członami czułków, a udami, goleniami i odwłokiem nieco jaśniejszymi od pokryw, które z kolei są nieco jaśniejsze niż przedplecze. Gęste i drobne, delikatniejsze niż u B. puncticollis punktowanie pokrywa przedplecze. Hypomeron w części podstawowej wyraźnie punktowany. Szew metanepisternalny niewyraźny. Boki zapiersia wyraźnie grubo punktowane. Rowek przyszwowy pokryw zaczyna się u ich podstawy, zakrzywia się wzdłuż krawędzi nasadowej i sięgając boków pokryw formuje pełny rządek bazalny, łączący się z rzędami bocznymi. Samiec ma umiarkowanie zesklerotyzowany edeagus długości 0,38 do 0,43 mm i bardzo słabo rozszerzone człony stóp odnóży przednich.
Owad znany z filipińskich wysp Lyete, Luzon i Mindanao.